# Troféu Brasil de Ginástica Artística de 2024
O Troféu Brasil de Ginástica Artística de 2024 foi uma competição de ginástica artística organizada pela Confederação Brasileira de Ginástica realizada em 21 e 23 de junho de 2024 na Arena Carioca 1 no Rio de Janeiro. Os atletas que representarão o Brasil nos Jogos Olímpicos de 2024 serão anunciados no final da competição.

## Programação
- Sexta-feira, 21 de junho
  - 09:30 - 12:42 Classificatória Masculina
  - 14:30 - 16:30 Classificatória Feminina - Subdivisão 1
  - 18:10 - 20:10 Classificatória Feminina - Subdivisão 2
- Domingo, 23 de junho
  - 09:35 - 10:03 Final Solo GAM
  - 10:08 - 10:36 Final Salto GAF e Cavalo com Alças GAM
  - 10:41 - 11:07 Final Argolas GAM e Barras Assimétricas GAF
  - 11:09 - 11:48 Final Salto GAM e Trave GAF
  - 11:50 - 12:21 Final Barras Paralelas GAM e Solo GAF
  - 12:23 - 12:57 Final Barra Fixa GAM

## Resumo de medalhas

### Medalhistas
| Evento              | Ouro                                         | Prata                                      | Bronze                                           |
| ------------------- | -------------------------------------------- | ------------------------------------------ | ------------------------------------------------ |
| Masculino           |                                              |                                            |                                                  |
| Solo                | Vitaliy Guimarães Minas Tênis Clube          | Luís Porto Grêmio Náutico União            | Felipe Bono AGITH                                |
| Cavalo com alças    | Diogo Soares Clube de Regatas do Flamengo    | Vitaliy Guimarães Minas Tênis Clube        | Murilo Pontedura AGITH                           |
| Argolas             | Yuri Guimarães AGITH                         | Leonardo Souza Esporte Clube Pinheiros     | João Victor Perdigão Esporte Clube Pinheiros     |
| Salto               | Yuri Guimarães AGITH                         | Luís Porto Grêmio Náutico União            | Juliano Oliva Grêmio Náutico União               |
| Barras paralelas    | Bernardo Miranda Minas Tênis Clube           | Lucas Bitencourt Minas Tênis Clube         | Yuri Guimarães AGITH                             |
| Barra fixa          | Diogo Speranza Esporte Clube Pinheiros       | Leonardo Souza Esporte Clube Pinheiros     | Francisco Barreto Júnior Esporte Clube Pinheiros |
| Feminino            |                                              |                                            |                                                  |
| Salto               | Larissa Machado Clube de Regatas do Flamengo | Nicole Campos Clube de Regatas do Flamengo | Beatriz Lima Esporte Clube Pinheiros             |
| Barras assimétricas | Rebeca Andrade Clube de Regatas do Flamengo  | Jade Barbosa Clube de Regatas do Flamengo  | Carolyne Pedro CEGIN                             |
| Trave               | Rebeca Andrade Clube de Regatas do Flamengo  | Júlia Soares CEGIN                         | Gabriela Barbosa Esporte Clube Pinheiros         |
| Solo                | Jade Barbosa Clube de Regatas do Flamengo    | Hellen Silva Clube de Regatas do Flamengo  | Carolyne Pedro CEGIN                             |

### Quadro de medalhas

#### Geral
| Pos.               | Equipe                       | Ouro | Prata | Bronze | Total |
| ------------------ | ---------------------------- | ---- | ----- | ------ | ----- |
| 1                  | Clube de Regatas do Flamengo | 5    | 3     | 0      | 8     |
| 2                  | Minas Tênis Clube            | 2    | 2     | 0      | 4     |
| 3                  | AGITH                        | 2    | 0     | 3      | 5     |
| 4                  | Esporte Clube Pinheiros      | 1    | 2     | 4      | 7     |
| 5                  | Grêmio Náutico União         | 0    | 2     | 1      | 3     |
| 6                  | CEGIN                        | 0    | 1     | 2      | 3     |
| Total (6 entradas) | Total (6 entradas)           | 10   | 10    | 10     | 30    |

#### Masculino
| Pos.               | Equipe                       | Ouro | Prata | Bronze | Total |
| ------------------ | ---------------------------- | ---- | ----- | ------ | ----- |
| 1                  | Minas Tênis Clube            | 2    | 2     | 0      | 4     |
| 2                  | AGITH                        | 2    | 0     | 3      | 5     |
| 3                  | Esporte Clube Pinheiros      | 1    | 2     | 2      | 5     |
| 4                  | Clube de Regatas do Flamengo | 1    | 0     | 0      | 1     |
| 5                  | Grêmio Náutico União         | 0    | 2     | 1      | 3     |
| Total (5 entradas) | Total (5 entradas)           | 6    | 6     | 6      | 18    |

#### Feminino
| Pos.               | Equipe                       | Ouro | Prata | Bronze | Total |
| ------------------ | ---------------------------- | ---- | ----- | ------ | ----- |
| 1                  | Clube de Regatas do Flamengo | 4    | 3     | 0      | 7     |
| 2                  | CEGIN                        | 0    | 1     | 2      | 3     |
| 3                  | Esporte Clube Pinheiros      | 0    | 0     | 2      | 2     |
| Total (3 entradas) | Total (3 entradas)           | 4    | 4     | 4      | 12    |

## Clubes participantes
- Associação MS Ginástica Artística (MSGA)
- Minas Tênis Clube (MTC)
- Centro de Excelência de Ginástica do Paraná (CEGIN)
- Instituto de Ginastica Artística Paranaense (IGAP)
- Clube de Regatas do Flamengo (CRF)
- Grêmio Náutico União (GNU)
- Sociedade de Ginástica Porto Alegre (SOGIPA)
- Associação Desportiva Instituto Estadual de Educação (ADIEE)
- Associação de Ginástica Artística de Joinville (AGAJO)
- Jurerê Sports Center (JSC)
- Associação Desportiva Centro Olímpico (ADECO)
- Associação de Ginástica Di Thiene de Pais e Mestres (AGITH)
- Esporte Clube Pinheiros (ECP)
- Fundo de Assistência ao Esporte de Osasco (FAE/Osasco)
- SESI São Paulo (SESI-SP)